# Matthias Müsse

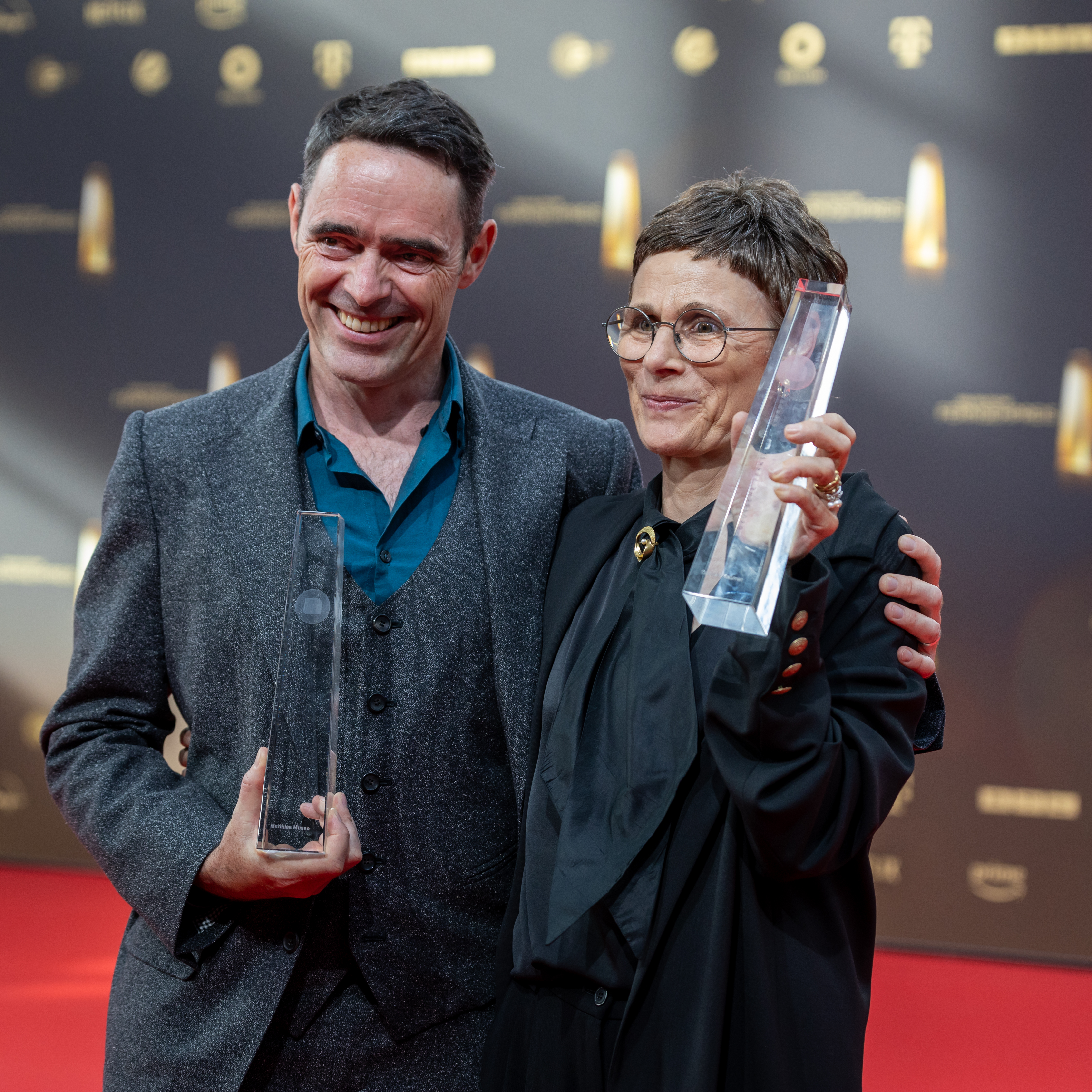
Matthias Müsse mit Gabriele Räumer mit dem Deutschen Fernsehpreis 2023

Matthias Müsse (* 16. November 1966 in Düsseldorf) ist ein deutscher Szenenbildner.
Matthias Müsse ist Autodidakt und begann seine Tätigkeit als Filmausstatter Anfang der 1990er Jahre mit mehreren Kurzfilmen.
Für Das Jesus Video (2002), Mordkommission Berlin 1 (2015), den Dreiteiler Winnetou – Der Mythos lebt (2016) sowie für die Serie Die Kaiserin (2023) wurde er mit dem Deutschen Fernsehpreis ausgezeichnet. Er war mehrmals für den Deutschen Filmpreis jeweils für das beste Szenenbild nominiert. Sein Schaffen umfasst mehr als 40 Produktionen.

## Filmografie
- 1995: Der Mann, der Angst vor Frauen hatte
- 1997: Harald – Der Chaot aus dem Weltall
- 1997: Geisterstunde – Fahrstuhl ins Jenseits (TV)
- 1998: Caipiranha – Vorsicht, bissiger Nachbar!
- 1998: Annas Fluch – Tödliche Gedanken (TV)
- 1999: Südsee, eigene Insel
- 1999: Biikenbrennen – Der Fluch des Meeres (TV)
- 2000: Du lebst noch 7 Tage (Seven Days to Live)
- 2000: Josephine
- 2001: Eine Hochzeit und (k)ein Todesfall (TV)
- 2002: Das Jesus Video (TV)
- 2003: D.I.K. – Jagd auf Virus X (TV)
- 2004: Der Wixxer
- 2004: Napola – Elite für den Führer
- 2005: Arme Millionäre (Fernsehserie, 4 Folgen)
- 2006: Hui Buh – Das Schlossgespenst
- 2006: Die Märchenstunde (Fernsehserie, 8 Folgen)
- 2007: Neues vom Wixxer
- 2009: Mord ist mein Geschäft, Liebling
- 2009: Wickie und die starken Männer
- 2010: Jerry Cotton
- 2010: Wir sind die Nacht
- 2012: Die vierte Macht
- 2012: Das Haus der Krokodile
- 2013: Rubinrot
- 2013: Lauf Junge lauf
- 2013: Fack ju Göhte
- 2014: Rico, Oskar und die Tieferschatten
- 2015: Nackt unter Wölfen
- 2015: Rico, Oskar und das Herzgebreche
- 2015: Mordkommission Berlin 1
- 2016: Winnetou – Der Mythos lebt
- 2018: Jim Knopf und Lukas der Lokomotivführer
- 2019: Kidnapping Stella
- 2019: Ich war noch niemals in New York
- 2020: Jim Knopf und die Wilde 13
- 2021: Schachnovelle
- 2022: Die Kaiserin (Fernsehserie, 6 Folgen)